# Ante

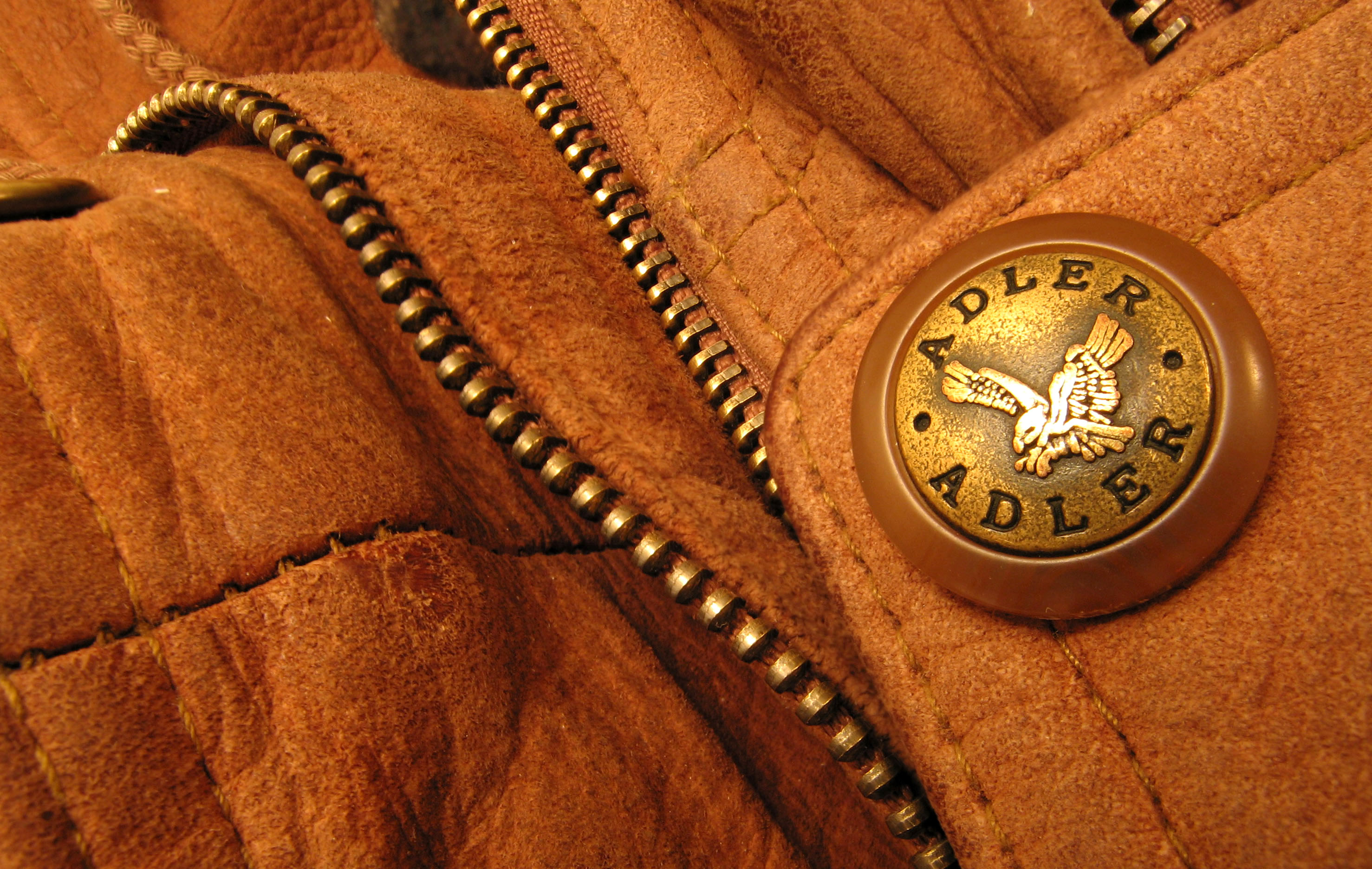
Una chaqueta de ante

El ante, gamuza o suede es un tipo de piel de animal adobada y curtida.  
El cuero de ante se fabrica a partir de la parte interna de la piel, normalmente de cordero, pero también se usa de cabra, cerdo, ternero o alce.
Su suavidad, delgadez y ductilidad lo hacen adecuado para prendas y usos delicados del cuero; así, originalmente fue usado para hacer guantes de mujer. El ante también es popular para su uso en tapicerías, zapatos, bolsos, otros accesorios y como forro para otros productos de cuero.
- Datos: Q1071417
- Multimedia: Suede / Q1071417